# Finchingfield
Finchingfield is een civil parish in het bestuurlijke gebied Braintree, in het Engelse graafschap Essex met 1471 inwoners.